# Lorenz Fundgrube
Lorenz Fundgrube ist ein stillgelegtes Bergwerk im Bergrevier Eibenstock im sächsischen Erzgebirge. Nennenswerter Bergbau wurde auf Eisenstein betrieben.

## Geschichte
Die Fundgrube lag am oberen Rehhübel bei Oberwildenthal. Sie wurde im 18. und 19. Jahrhundert betrieben und verfügte 1869 über ein vom Steiger Siegel bewohntes Huthaus mit danebenstehender Kaue und ein Zechenhaus mit Eisensteinschauer und einer kleinen hölzernen Kaue über dem Stollnmundloch. Beide Gebäude waren im Brandkataster von Wildenthal als Nr. 43 und Nr. 42c eingetragen.
Lehnträger war u. a. Heinrich Ludwig Hennig aus Carlsfeld, der die Fundgrube an den Eigenlohner und Schichtmeister Aaron Friedrich Unger aus Sosa verkaufte. Dieser trat 1808 sämtliche Kuxe bis auf 24, welche er selbst behalten und fortbauen wollte, an eine Gewerkschaft ab, die fortan bis 1834 konsolidiert mit dem Einhundert Lachter Seifen an der Hoffnung bei Oberwildenthal betrieb. In der Lorenz Fundgrube verunglückte in dieser Zeit der Grubenjunge August Gottlieb Fröhlig. 
1834 wird der in der Lorenz Fundgrube abgebaute Erzgang wie folgt beschrieben: „Freylich ist […] die Wasserhaltung, welche täglich 6 Mann erfordert, sehr kostspielig […]. Inzwischen dürfte die Heranführung des tieferen Urbanus-Stollens von St. Johannes her […] diesem Übel in nicht mehr zu langer Zeit vollkommen abhelfen.“
Nach Lossagung von Einhundert Lachter Seifen wurde der Obere Lorenz Stolln aufgewältigt. Später wurde der Urbanus Stollnort in den Lorenz Kunstschacht durchgeschlagen.
Aufgrund von Schulden in Höhe von über 536 Talern bei Hugo Edler von Querfurth zu Schönheiderhammer kam der Grubenbau 1869 zum Erliegen.

## Namensgebung
Die Fundgrube war Namensgeber für den Waldweg, der von der Eisenstraße bei Steinbach zum Mittelflügel südlich der Sauschwemme führt.